# Operatie Portcullis
Operatie Portcullis was een Britse marineoperatie in de Middellandse Zee tijdens de Tweede Wereldoorlog die als doel had om een konvooi van vier schepen naar Malta te escorteren. De operatie vond plaats in november en december 1942 in een tijd dat de situatie in de regio drastisch was veranderd in het voordeel van de geallieerden en konvooien minder risico liepen dan voorheen. De operatie verliep vlekkeloos en alle schepen kwamen veilig aan in Malta.